# Västberga
Västberga – dzielnica (stadsdel) Sztokholmu, położona w jego południowej części (Söderort) i wchodząca w skład stadsdelsområde Hägersten-Liljeholmen. Graniczy z dzielnicami Hägerstensåsen, Midsommarkransen, Liljeholmen, Östberga i Solberga.
Według danych opublikowanych przez gminę Sztokholm, 31 grudnia 2020 r. Västberga (Västberga Östra i Västberga Västra) liczyła 6394 mieszkańców. Powierzchnia dzielnicy wynosi 2,04 km².
Część dzielnicy Västberga, położona na południowy wschód od Södertäljevägen (trasa E4/E20), stanowi obszar przemysłowy (Västberga industriområde).